# Talayuela
Talayuela és un municipi de la província de Càceres a la comunitat autònoma d'Extremadura. Està situat a la comarca de Campo Arañuelo, a 132 km de Càceres. Té una superfície de 181,46 km² i una població de 7371 habitants (cens de 2019). El codi postal és 10310.
El 2 de setembre de 2013, se segrega d'aquest municipi el nucli de Tiétar, conformant un nou municipi, i al 2014 ho feu Pueblonuevo de Miramontes